# 틴더

틴더의 로고

틴더(Tinder)는 소셜 디스커버리 어플리케이션이다. 2012년에 개발되었으며 2014년 쯤부터 하루 당 10억 건의 "스와이프"(Swipes)를 기록했다. 초기 "스와이핑" 애플리케이션들 중 하나다. 다른 이용자들의 사진을 보고 오른쪽으로 "쓸면" (스와이프)서 호감을 나타낼 수 있고, 왼쪽으로 "쓸면" 다른 사람의 사진으로 넘어갈 수 있다. 양쪽 모두가 좋아하면 매치가 성사되며 매칭된 후에는 상대와 채팅이 가능하다.